# Constantin-Bogdan Matei
Constantin-Bogdan Matei (n. 26 octombrie 1980, Râmnicu Vâlcea, Vâlcea, România) este un senator român, ales în 2016.